# Hypocnemis cantator
El hormiguero cantarín (en Venezuela)  (Hypocnemis cantator), también denominado hormiguero guayanés, es una especie de ave paseriforme de la familia Thamnophilidae perteneciente al género Hypocnemis. Es nativa del escudo de las Guayanas en Sudamérica.

## Distribución y hábitat
Se distribuye desde el extremo centro este de Venezuela (noreste de Bolívar), Guyana, Guayana francesa, Surinam y el noreste de la Amazonia brasileña (bajo río Negro al este hasta Amapá).
Habita en el sotobosque y estrato medio de bordes de selvas húmedas de terra firme, bosques de transición, y de várzea. Prefiere tierras bajas y alcanza hasta los 1300 m de altitud.

## Descripción
Mide entre 11 y 12 cm de longitud y pesa entre 10 y 14 g. El macho tiene una corona principalmente color negro con las puntas de las plumas blancas.  El área loreal y las ceja blancos, lados de la cabeza y cuello rayados en blanco y negro. Manto gris oliváceo con algo de negro. La parte baja de la espalda marrón con la rabadilla y las cobertoras superiores de las plumas de color castaño rojizo, alas de color marrón rojizo, con algunas plumas manchadas de blanco. La cola de color marrón rojizo con plumas exteriores tirando a pardo rojizo. Abdomen y pecho blanco, veteado en los laterales y lados del cuerpo de color naranja-rojizo.

## Comportamiento

### Alimentación
Busca alimento como insectos, principalmente arañas, en parejas o pequeños grupos afines. Mayoritariamente entre el suelo y los 6 m de altura en zonas enmarañadas o de denso follaje. Salta de rama en rama hasta posarse cerca de la presa que va a recoger. También pueden realizar carreras cortas, de hasta 30 cm,  tras las presas para capturarlas.

### Reproducción
El nido en forma de bolsa colgante se encuentra al lado del tronco o de una rama de gran tamaño. El nido está suspendido alrededor de 1 m por encima del suelo, cogido en dos puntos a una rama en forma de horquilla. La puesta consta habitualmente de dos huevos que son incubados por ambos padres durante el día y probablemente solo por la hembra durante la noche. Tras doce días de incubación los polluelos nacen y serán criados por sus padres durante otros 11 días hasta que abandonen el nido.

## Sistemática

### Descripción original
La especie H. cantator  fue descrita por primera vez por el naturalista neerlandés Pieter Boddaert en 1783 bajo el nombre científico Formicarius Cantatar; la localidad tipo es: «Cayena, Guayana francesa».

### Etimología
El nombre genérico femenino «Hypocnemis» se compone de las palabras del griego «ὑπο hupo»: de alguna forma y «κνημις knēmis o κνημιδος knēmidos»: armadura que protege la pierna, canillera; significando «que parece tener canilleras»;  y el nombre de la especie «cantator», proviene del latín «cantator, cantatoris»: cantor.

### Taxonomía
Los cinco taxones tradicionalmente considerados como subespecies de la presente especie, denominado «complejo cantator»: flavescens, peruviana, ochrogyna, striata y subflava, fueron elevados a la categoría de especie a partir de los estudios de Isler et al. (2007), que encontraron diferencias significativas de vocalización, pero también de plumaje. El cambio taxonómico fue aprobado por el Comité de Clasificación de Sudamérica (SACC) en la Propuesta N° 299.
Las poblaciones del sureste de Venezuela, Guyana y adyacente norte de Brasil algunas veces son tratadas como la subespecie notaea, pero estudios reciente no detectaron diferencias diagnosticables en la vocalización; y las diferencias de plumaje son mínimas. Por lo tanto es monotípica.